# Seznam dílů seriálu Od soumraku do úsvitu
Toto je seznam dílů seriálu Od soumraku do úsvitu. Americký hororové drama Od soumraku do úsvitu mělo premiéru na stanici El Rey Network.

## Přehled řad
| Řada | Díly | Premiéra v USA  | Premiéra v USA    | Premiéra v ČR      | Premiéra v ČR     |
| Řada | Díly | První díl       | Poslední díl      | První díl          | Poslední díl      |
| ---- | ---- | --------------- | ----------------- | ------------------ | ----------------- |
| 1    | 10   | 11. března 2014 | 20. května 2014   | 9. října 2014      | 11. prosince 2014 |
| 2    | 10   | 25. srpna 2015  | 27. října 2015    | 26. listopadu 2015 | 28. ledna 2016    |
| 3    | 10   | 6. září 2016    | 1. listopadu 2016 | 9. února 2017      | 22. února 2017    |

## Seznam dílů

### První řada (2014)
| Č. v seriálu | Č. v řadě | Původní název       | Český název | Režie            | Scénář                  | Premiéra v USA  | Premiéra v ČR      |
| ------------ | --------- | ------------------- | ----------- | ---------------- | ----------------------- | --------------- | ------------------ |
| 1            | 1         | Pilot               |             | Robert Rodriguez | Robert Rodriguez        | 11. března 2014 | 9. října 2014      |
| 2            | 2         | Blood Runs Thick    |             | Robert Rodriguez | Diego Gutierrez         | 18. března 2014 | 16. října 2014     |
| 3            | 3         | Mistress            |             | Eduardo Sánchez  | Carlos Coto             | 25. března 2014 | 23. října 2014     |
| 4            | 4         | Let's Get Ramblin'  |             | Robert Rodriguez | Marcel Rodriguez        | 1. dubna 2014   | 30. října 2014     |
| 5            | 5         | Self-Contained      |             | Joe Menendez     | Matt Morgan a Ian Sobel | 8. dubna 2014   | 6. listopadu 2014  |
| 6            | 6         | Place of Dead Roads |             | Dwight Little    | Alvaro Rodriguez        | 15. dubna 2014  | 13. listopadu 2014 |
| 7            | 7         | Pandemonium         |             | Robert Rodriguez | Diego Gutierrez         | 29. dubna 2014  | 20. listopadu 2014 |
| 8            | 8         | La Conquista        |             | Fede Alvarez     | Marcel Rodriguez        | 6. května 2014  | 27. listopadu 2014 |
| 9            | 9         | Boxman              |             | Nick Copus       | Matt Morgan a Ian Sobel | 13. května 2014 | 4. prosince 2014   |
| 10           | 10        | The Take            |             | Dwight Little    | Carlos Coto             | 20. května 2014 | 11. prosince 2014  |

### Druhá řada (2015)
| Č. v seriálu | Č. v řadě | Původní název                              | Český název | Režie             | Scénář                              | Premiéra v USA | Premiéra v ČR      |
| ------------ | --------- | ------------------------------------------ | ----------- | ----------------- | ----------------------------------- | -------------- | ------------------ |
| 11           | 1         | Opening Night                              |             | Robert Rodriguez  | Álvaro Rodríguez                    | 25. srpna 2015 | 26. listopadu 2015 |
| 12           | 2         | In a Dark Time                             |             | Eduardo Sánchez   | Álvaro Rodríguez a Carlos Coto      | 1. září 2015   | 26. listopadu 2015 |
| 13           | 3         | Attack of the 50 Ft. Sex Machine           |             | Alejandro Brugues | Marcel Rodriguez                    | 8. září 2015   | 3. prosince 2015   |
| 14           | 4         | The Best Little Horror House in Texas      |             | Joe Menendez      | Matt Morgan a Ian Sobel             | 15. září 2015  | 10. prosince 2015  |
| 15           | 5         | Bondage                                    |             | Joe Menendez      | Luisa Leschin                       | 22. září 2015  | 17. prosince 2015  |
| 16           | 6         | Bizarre Tales                              |             | Carlos Coto       | Carlos Coto                         | 29. září 2015  | 26. prosince 2015  |
| 17           | 7         | Bring Me the Head of Santanico Pandemonium |             | Dwight Little     | Diego Gutierrez                     | 6. října 2015  | 7. ledna 2016      |
| 18           | 8         | The Last Temptation of Richard Gecko       |             | Eduardo Sánchez   | Álvaro Rodríguez a Marcel Rodriguez | 13. října 2015 | 14. ledna 2016     |
| 19           | 9         | There Will Be Blood                        |             | Joe Menendez      | Matt Morgan a Ian Sobel             | 20. října 2015 | 21. ledna 2016     |
| 20           | 10        | Santa Sangre                               |             | Robert Rodriguez  | Diego Gutierrez                     | 27. října 2015 | 28. ledna 2016     |

### Třetí řada (2016)
| Č. v seriálu | Č. v řadě | Původní název        | Český název | Režie             | Scénář                  | Premiéra v USA    | Premiéra v ČR  |
| ------------ | --------- | -------------------- | ----------- | ----------------- | ----------------------- | ----------------- | -------------- |
| 21           | 1         | Head Games           |             | Dwight Little     | Carlos Coto             | 6. září 2016      | 9. února 2017  |
| 22           | 2         | La Reina             |             | Robert Rodriguez  | Diego Gutierrez         | 6. září 2016      | 10. února 2017 |
| 23           | 3         | Protect and Serve    |             | Alejandro Brugués | Ian Sobel a Matt Morgan | 13. září 2016     | 13. února 2017 |
| 24           | 4         | Fanglorious          |             | Eagle Egilsson    | Marcel Rodriguez        | 20. září 2016     | 14. února 2017 |
| 25           | 5         | Shady Glen           |             | Eduardo Sanchez   | Sarah Wise              | 27. září 2016     | 15. února 2017 |
| 26           | 6         | Straitjacket         |             | Rebecca Rodriguez | Fernanda Coppel         | 4. října 2016     | 16. února 2017 |
| 27           | 7         | La Llorona           |             | Diego Gutierrez   | Diego Gutierrez         | 11. října 2016    | 17. února 2017 |
| 28           | 8         | Rio Sangre           |             | Eagle Egilsson    | Carlos Coto             | 18. října 2016    | 20. února 2017 |
| 29           | 9         | Matanzas             |             | Joe Menendez      | Marcel Rodriguez        | 25. října 2016    | 21. února 2017 |
| 30           | 10        | Dark Side of the Sun |             | Joe Menendez      | Ian Sobel a Matt Morgan | 1. listopadu 2016 | 22. února 2017 |